# Elacatinus inornatus
Elacatinus inornatus és una espècie de peix de la família dels gòbids i de l'ordre dels perciformes.

## Morfologia
Els mascles poden assolir els 3,3 cm de longitud total.

## Distribució geogràfica
Es troba des de Costa Rica fins a Colòmbia (costa del Pacífic).